# 奧日達尼亞灣
奧日達尼亞灣（英語：Ozhidaniya Cove），是南極洲的海灣，位於毛德皇后地的阿斯特里德公主海岸，處於秋列尼角以東0.9公里的席爾馬赫山北面，在1961年由蘇聯探險隊繪入地圖，現時由南極條約體系管理。